# Sun Ray

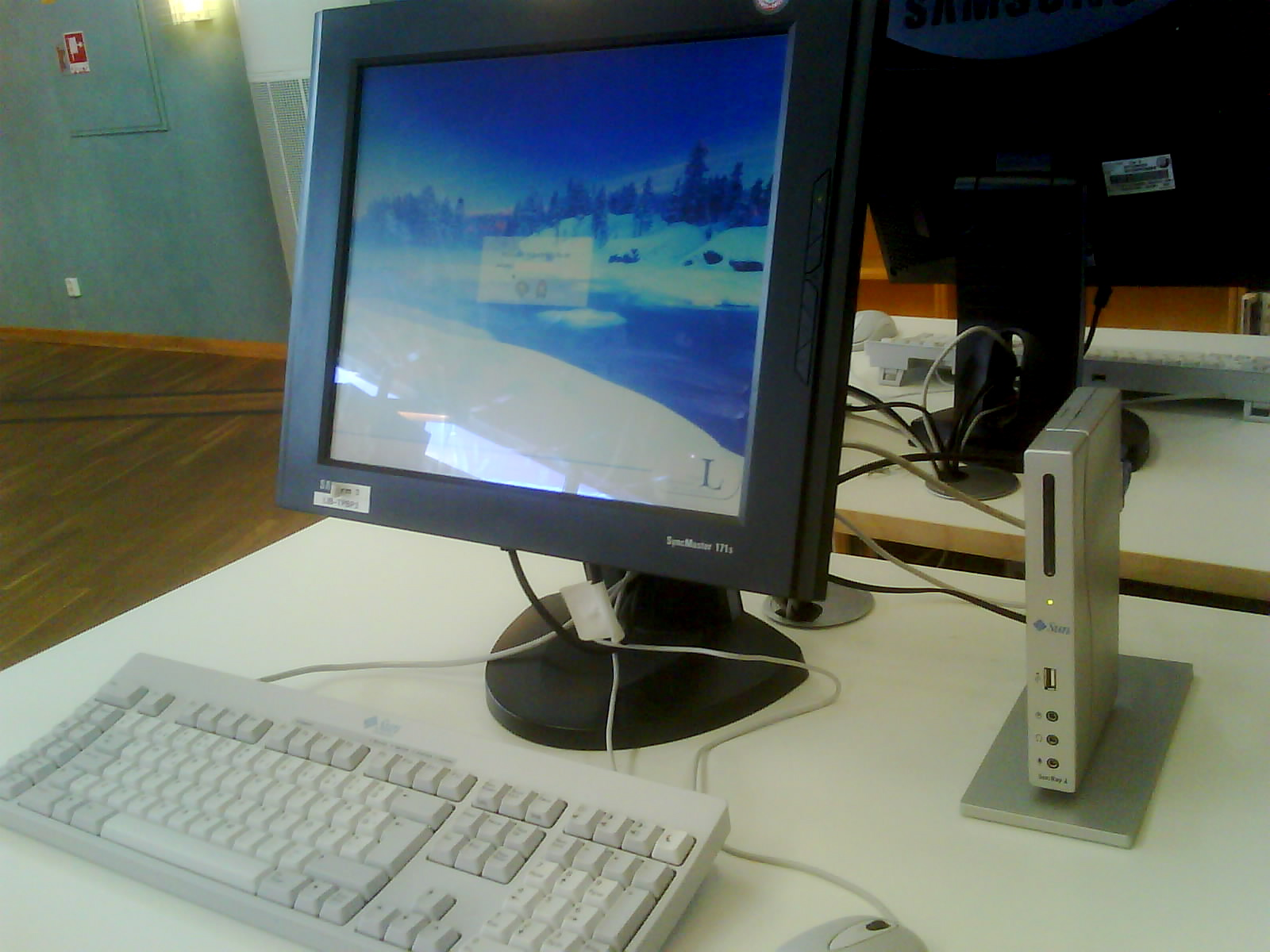
Client léger Sun Ray

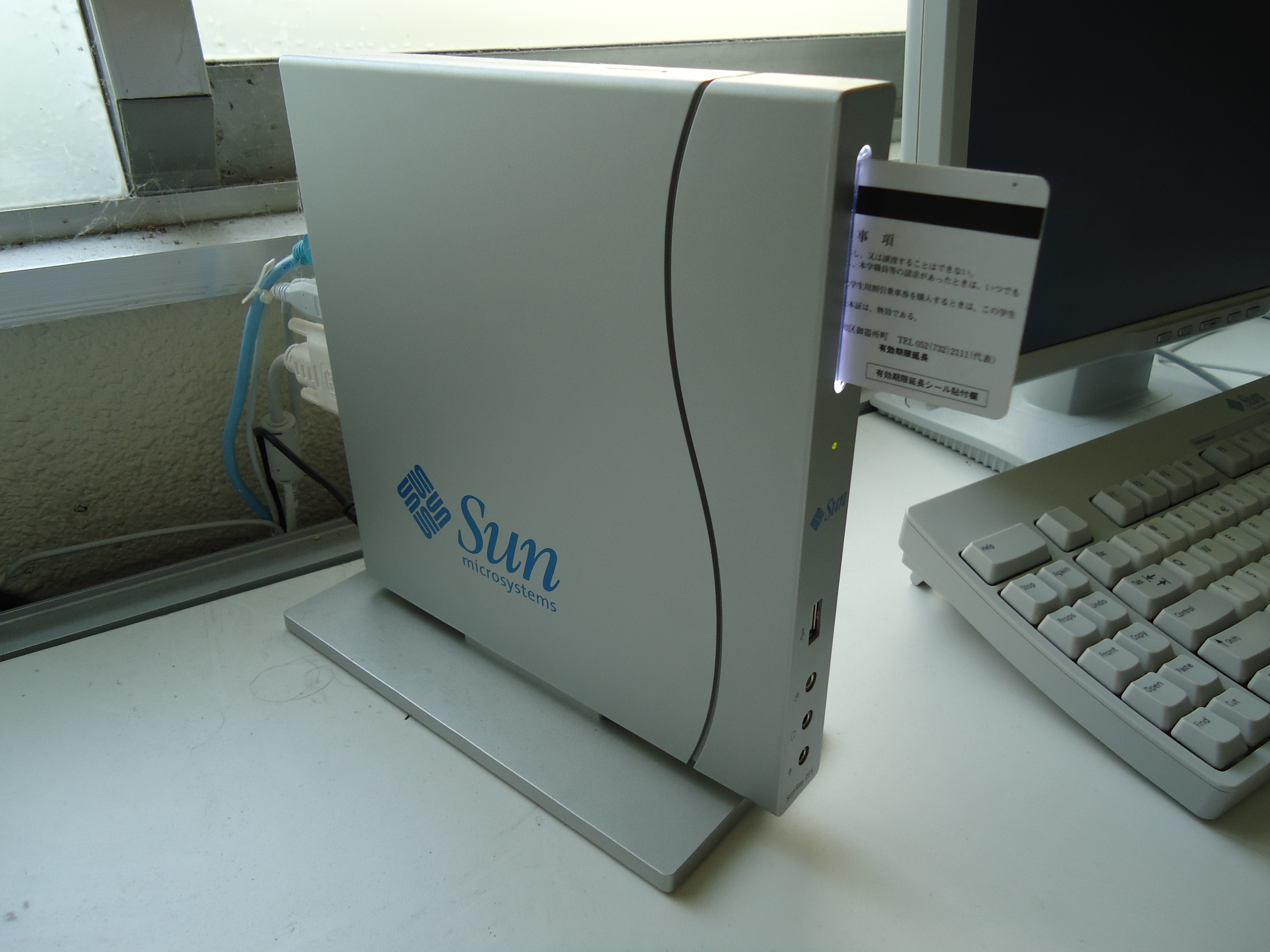
Sun Ray 2FS

La Sun Ray est une station de travail de type client léger créé pour le marché professionnel.
Cette ligne de produits a été créée en 1999 par Sun Microsystems.
Elle contient entre autres originalités un lecteur de type "smart card" permettant à l'utilisateur de s'authentifier via une carte à puce.
Voici les différents modèles ayant existé ou existant :
- NeWT (NetWork Terminal) - Premier prototype, sans écran.
- Sun Ray 1 - supporte des définitions jusqu'à 1280×1024 à 85Hz.
- Sun Ray 100 - Ray 1 intégré à un écran cathodique 15 pouces.
- Sun Ray 150 - Ray 1 intégré à un écran LCD 15 pouces.
- Sun Ray 1g - supporte des résolutions jusqu'à 1920×1200 à 75 Hz
- Sun Ray 170 - Ray 1 intégré à un écran LCD 17 pouces (l'électronique est située dans le pied).
- Sun Ray 2 - dessin plus fin que la version 1, consommation abaissée (4 watts), client VPN intégré, définition maximale 1600×1200 à 60Hz.
- Sun Ray 2FS - permet d'utiliser deux écrans et supporte des définitions jusqu'à 1920×1200
- Sun Ray 270 - Ray 2 intégré à un écran LCD de 17 pouces (l'électronique est située dans l'écran).
- Sun Ray 3 - supporte des définitions jusqu'à 1920×1200.
- Sun Ray 3 Plus - permet d'utiliser deux écrans et supporte des définitions jusqu'à 2560×1600.
- Sun Ray 3i - Ray 3 intégré à un écran LCD 21,5 pouces.

## Plateformes supportées
- Microsoft Windows
- Plateformes d'Oracle
  - Oracle Enterprise Linux
  - Oracle Solaris
- Red Hat Enterprise Linux
- SUSE Linux Enterprise (Novell)